# Luciola eliptaminensis
Luciola eliptaminensis is een keversoort uit de familie glimwormen (Lampyridae). De wetenschappelijke naam van de soort werd voor het eerst geldig gepubliceerd in 1970 door Ballantyne.